# Ướp muối

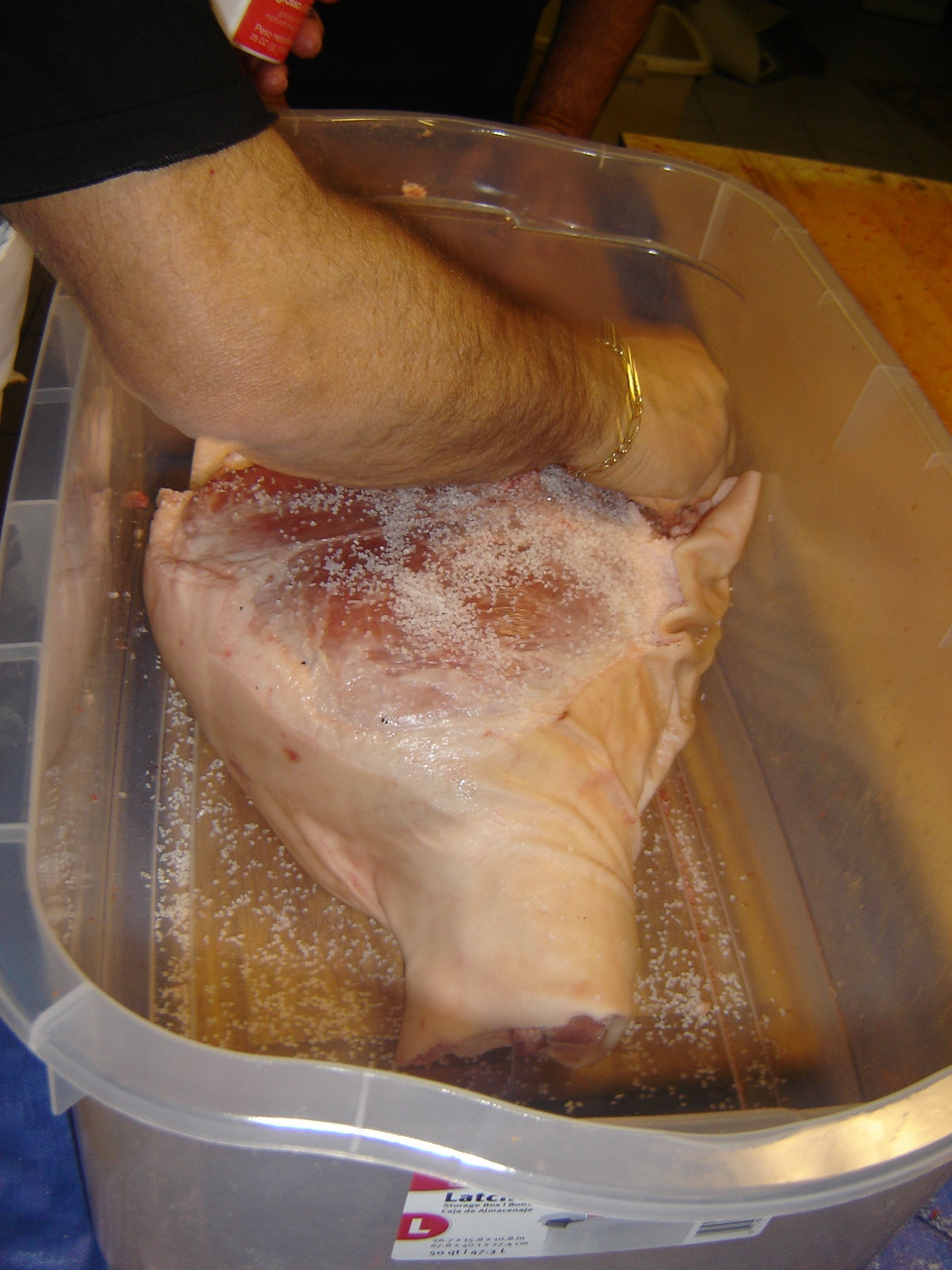
Muối biển được thêm vào giăm bông sống để làm món prosciutto

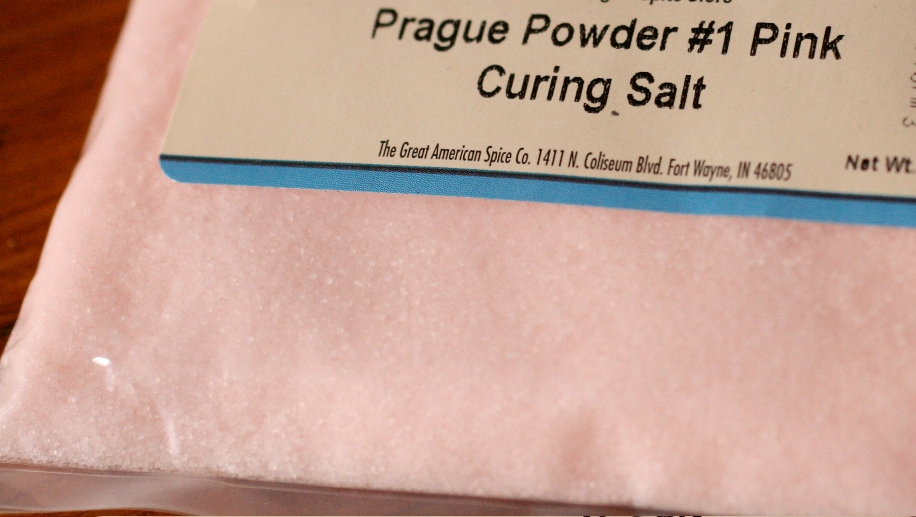
Túi bột Praha số 1, còn được gọi là "muối chữa bệnh" hoặc "muối hồng". Nó thường là sự kết hợp của muối và natri nitrit, có thêm màu hồng để phân biệt với muối thông thường.

Ướp muối là một phương pháp bảo quản và chế biến thức ăn bằng cách trộn chúng với muối ăn, nhờ vào khả năng ức chế vi sinh vật gây thối của muối ăn. Ngoài ra, muối ăn cũng có tác dụng làm giảm các ảnh hưởng của các enzym gây hư hỏng. Quá trình ướp muối có thể kết hợp với ướp nước đá lạnh. Đây là một trong những phương pháp bảo quản thực phẩm lâu đời nhất, và hai loại thực phẩm được muối có ý nghĩa lịch sử là cá muối (thường là cá tuyết khô và muối hoặc cá trích muối) và thịt muối (chẳng hạn như thịt xông khói). Các loại rau như đậu và bắp cải cũng thường được bảo quản theo cách này.
Ướp muối được sử dụng vì hầu hết vi khuẩn, nấm và các sinh vật có khả năng gây bệnh khác không thể tồn tại trong môi trường có độ mặn cao, do tính chất ưu trương của muối. Bất kỳ tế bào sống nào trong môi trường như vậy sẽ bị mất nước thông qua thẩm thấu và chết đi hoặc trở nên bất hoạt tạm thời. Muối hạt mịn đắt hơn nhưng cũng hút ẩm nhanh hơn muối thô.

## Lịch sử

### Nước Anh thời trung cổ
Ướp muối có thể được kết hợp với hun khói để sản xuất thịt xông khói trong các gia đình nông dân. Hướng dẫn bảo quản thịt nai tươi thiệt mạng trong thế kỷ 14 có liên quan bao gồm các động vật với dương xỉ càng sớm càng tốt và mang đến được một nơi mà nó có thể được chặt ra từng khúc, luộc trong nước muối và khô ướp muối để bảo quản lâu dài trong thùng.

### Hiện đại
Vào thế kỷ 19, người ta phát hiện ra rằng muối trộn với nitrat (chẳng hạn như Saltpeter) sẽ tạo màu đỏ cho thịt chứ không phải màu xám, và người tiêu dùng thời đó rất ưa chuộng thịt có màu đỏ. Kể từ đó, thực phẩm được bảo quản vẫn tươi ngon trong nhiều ngày, tránh vi khuẩn thối rữa.

## Phong tục tôn giáo
Luật ăn kiêng của người Do Thái và Hồi giáo yêu cầu loại bỏ máu từ thịt mới giết mổ. Muối và nước muối được sử dụng cho mục đích trong cả hai truyền thống, nhưng muối phổ biến hơn ở Kosher Shechita (nơi mà tất cả đều được yêu cầu) hơn là ở Halal Dhabiha (như trong hầu hết các trường hợp, chỉ cần rút nước là đủ).